# Dyšna Kylchap

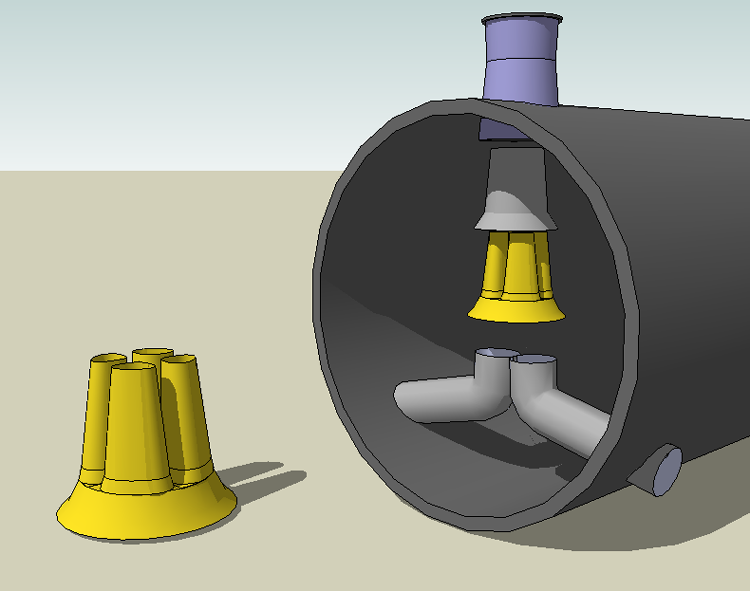
Zjednodušené schéma dyšny Kylchap

KylChap je speciální dyšna, vyvinutá na sklonku parní éry francouzským konstruktérem André Chapelonem. Protože se inspiroval vynálezem nástavce nad výfukovým potrubím, který vynalezl a v roce 1919 nechal patentovat finský konstruktér Kyösti Kylälä, byla dyšna pojmenována zkratkou z jmen obou vynálezců (Kyösti Kylälä a André Chapelon).
Základní myšlenkou této dyšny je několikanásobné mísení páry se spalinami a rozdělení proudů páry pomocí speciálního nástavce. 
Pára z výfukové trysky proudí prostorem dýmnice nejprve do nástavce, který její proud rozdělí na čtyři části. Z tohoto nástavce proud putuje opět prostorem dýmnice k dalšímu nástavci a z něj (opět dýmnicí) do komína. 
Díky tvarování celého systému se proti klasické dyšně několikanásobně lépe využije energie páry k vytvoření podtlaku a čerpání spalin do komína. To umožňuje použít výfukovou páru o nižším tlaku, snížit protitlak na písty při výfuku a tak zvýšit účinnost celého stroje.
Dyšna kylchap byla používána ve Francii, u některých britských lokomotiv, například na stroji Flying Scotsman i rekordní lokomotivě 4468 Mallard a v široké míře u poválečných lokomotiv v Československu (například řady 387.0, 475.1, 477.0, 486.0, 498.0, 498.1 a 556.0). U těchto strojů byla dyšna dvojitá (dvě identické soustavy za sebou, komín byl pak dvojitý)